# Ingolfiella (Tethydiella) alba
Ingolfiella (Tethydiella) alba is een vlokreeftensoort uit de familie van de Ingolfiellidae. De wetenschappelijke naam van de soort is voor het eerst geldig gepubliceerd in 2008 door Ianilli, Berera & Cottarelli.